# Mussardia grandis
Mussardia grandis is een keversoort uit de familie zwamkevers (Endomychidae). De wetenschappelijke naam van de soort werd in 1975 gepubliceerd door Roger Dajoz.